# Tuppence Middleton
Tuppence Middleton (Bristol, 21 februari 1987) is een Britse actrice.

## Biografie
Middleton werd geboren in Bristol in een gezin met een oudere zus en een jongere broer, en groeide op in Clevedon. Op vroege leeftijd begon zij al met acteren op het schooltoneel en lokale theaters. Zij doorliep de middelbare school aan de Bristol Grammar School in Bristol en studeerde acteren aan de Arts Educational Schools in Chiswick. 
Middleton begon in 2008 met acteren in de televisieserie Bones, waarna zij nog meerdere rollen speelde in televisieseries en films. 

## Filmografie

### Films
Uitgezonderd korte films.
- 2022 Downton Abbey: A New Era - als Lucy Branson
- 2020 Mank - als Sara Mankiewicz
- 2020 Possessor - als Ava
- 2019 Lie of You - als Hannah
- 2019 Downton Abbey - als Lucy Smith
- 2019 Clifton Hill - als Abby
- 2019 Fisherman's Friends - als Alwyn
- 2018 Sense8: The Series Finale Official Trailer - als Riley Blue
- 2017 The Current War - als Mary Edison
- 2017 Diana and I - als Laura Phillips
- 2015 Spooks: The Greater Good - als June Keaton
- 2015 Jupiter Ascending - als Kalique Abrasax
- 2014 The Imitation Game - als Helen
- 2014 A Long Way Down - als Kathy
- 2013 The Love Punch - als Sophie
- 2013 Trap for Cinderella - als Micky
- 2013 Trance - als jongevrouw in rode auto
- 2013 The Lady Vanishes - als Iris Carr
- 2012 Cleanskin - als Kate
- 2010 First Light - als Grace.
- 2010 Chatroom - als Candy
- 2010 Skeletons - als Rebecca
- 2009 Tormented - als Justine Fielding

### Televisieseries
Uitgezonderd eenmalige gastrollen.
- 2022 Our House - als Fi Lawson - 4 afl.
- 2020 Shadowplay - als Claire Franklin - 8 afl.
- 2015-2018 Sense8 - als Riley Blue - 24 afl.
- 2015-2016 Dickensian - als Amelia Havisham - 20 afl.
- 2016 War & Peace - als Helene Bezukhova - 6 afl.
- 2013 Spies of Warsaw - als Gabrielle - 4 afl.
- 2013 Lewis - als Vicki Walmsley - 2 afl.
- 2012 Sinbad - als Tiger - 4 afl.
- 2011 Friday Night Dinner - als Tanya - 2 afl.

- Gemeinsame Normdatei: 1046966960
- International Standard Name Identifier: 0000 0004 2366 642X
- Library of Congress Control Number: no2013117936
- Nationale Bibliotheek van Israël: 987007359040105171
- Nederlandse Thesaurus van Auteursnamen: 363983430
- Virtual International Authority File: 305410776
- WorldCat: E39PBJmP6QpdG4Y8Qg8vx4hrbd